# 鱉六
鳖六（α CrA/南冕座α），是南冕座的最亮恒星，视星等为4.10。它是一个类似织女星的A型星，自转非常快，接近崩裂速度。

## 特性
鳖六的恒星分类为A1V，距离地球大约125光年。该星的质量估计为2.1倍太阳，半径2.2倍太阳。表面温度大约9,100K，辐射出30倍太阳光度。 该星的年龄为2.54亿年。 它是一个自转快速的恒星，赤道的速度接近200km/s，自转一周大约14小时。 像织女星，它有红外线超量，代表它可能被尘埃盘环绕。